# 庄部谷山
庄部谷山（しょうぶだにやま）は、福井県三方郡美浜町にあり、野坂山地に属する標高856mの山。美浜町新庄にある関西電力嶺南変電所の東約2.5kmにあり、国土地理院の2万5千分の1地形図では「三方」及び「駄口」に含まれているが、地図上に山名は表示されていない。山頂には三等三角点があるが、樹木が茂り展望はない。

## 自然環境
環境省の植生調査によると、庄部谷山の北側から東側の一帯は、最も自然度が高い「植生自然度9」の森林が、福井県内で最も広範囲に残されている地域である。稜線付近には ブナを中心とする自然林が広がってブナの巨木が点在し、林床にはイワカガミやイワウチワの大群落が見られる。
また、北東の甲森谷（こうもりだに）にはカツラ・トチノキ・サワグルミなどの巨木が多数あり、幹周り5～12ｍのカツラ15本が「甲森谷のカツラ巨木群」として環境省の「巨樹・巨木林データベース」に登録されている。

## 風力発電所の建設計画

事業実施想定区域（黒線で囲まれた区域） と 風力発電機の設置想定範囲（赤線で囲まれた区域）

東京都に本社を置く株式会社グリーンパワーインベストメントが、庄部谷山とその北東の芦谷山から伸びる尾根筋一帯に、ローター直径約100～140m、最大高約140～190m、単発出力約3,400～4,200kWのプロペラ型風力発電機約20～25基を設置し、総出力最大105,000kWの（仮称）美浜新庄ウィンドファームと呼ぶ風力発電所を建設しようとしている。

## 登山道
北側の横谷川から甲森谷を経由して登るルート

、
西側から送電線の巡視路を利用して庄部谷山の南西尾根を登るルート
、
南側の粟柄関所跡付近から黒谷山(583m)を経由して庄部谷山の南西尾根を登るルート、
同じく南側で粟柄関所跡の東の谷沿いにある林道を利用し庄部谷山の南東尾根を経由して登るルートなどが使われているが、いずれも整備された登山道ではない。